# Reforma Agraria, Chiapas
Reforma Agraria är en ort i Mexiko.   Den ligger i kommunen La Trinitaria och delstaten Chiapas, i den sydöstra delen av landet, 900 km sydost om huvudstaden Mexico City. Reforma Agraria ligger 576 meter över havet och antalet invånare är 408.
Terrängen runt Reforma Agraria är platt åt sydväst, men åt nordost är den kuperad. Runt Reforma Agraria är det ganska tätbefolkat, med 83 invånare per kvadratkilometer. Närmaste större samhälle är Doctor Rodulfo Figueroa, 6,0 km väster om Reforma Agraria. Omgivningarna runt Reforma Agraria är en mosaik av jordbruksmark och naturlig växtlighet.